# Nono (illustrateur)
Pour les articles homonymes, voir Nono.
Nono, pseudonyme de Joël Auvin, né en 1949 à Inzinzac-Lochrist (Morbihan), est un dessinateur français.

## Biographie
Joël Auvin naît en 1949 à Inzinzac-Lochrist dans le Morbihan.
Après des études au lycée Dupuy-de-Lôme de Lorient, il monte à Rennes pour poursuivre ses études supérieures. En 1970, il tapisse les murs de la faculté de Rennes de ses dessins : CRS, grèves estudiantines, FLB, manifs... Tout y passe. Il participe à la section de celtique de Pêr Denez, qui lui propose d’illustrer sa méthode de breton Brezhoneg buan hag aes. Il fait partie dans les années 1970 du Menez-Kamm, foyer culturel. Il court les festou-noz, le Koan Vraz, les conflits sociaux, Plogoff, etc. Il dessine alors pour Oxygène, Le Peuple breton, Le Canard de Nantes à Brest, Frilouz, Ouest-France, etc. Il publie des dessins sur l’actualité dans Le Télégramme, Le Mensuel de Rennes, Le Mensuel du Morbihan et dans Le Peuple breton, le mensuel de l'Union démocratique bretonne.
Nommé en 1973 professeur de philosophie au lycée de Carhaix, puis à Vannes au lycée Charles-de-Gaulle, il est aujourd'hui retraité,,. En 2011, il combine ses deux passions, la philosophie et la caricature, pour publier Dessine-moi la philo !, résumé ludique de l'histoire de la philosophie,.
En 2015, il fait partie des dessinateurs rendant hommage aux victimes de l'attentat contre le journal satirique Charlie Hebdo,,,.
En 2017, il est l'un des récipiendaires du Collier de l'Hermine.

## Publications
- Bretagne 73 : Tout va bien avec Yves Quentel, photographe, créateur de l'École de Nizon, le Hangar't.
- Jours de Bretagne
- Le Père Nono est une méduse
- Le Mémento de Nono, éditions Calligrammes
- Des bars et déboires
- Le Whisky sans peine
- Bonjour la galère
- Mes dessins sans frontières
- 1998 : l’année du Bleu
- Ce drôle de XXe siècle en Bretagne (collectif)
- Une Bretagne drôlement remarquable avec Erwan Vallerie
- Nos années de Breizh avec Pop's et Daniel Yonnet
- La Gavotte des Korrigans avec Patrick Ewen et Gérard Delahaye
- Le Parler Tit zef d'Annie Le Berre et Nono, éditions Le Télégramme
- Conseils à gogo De Jean Kergrist et Nono, éditions Des dessins et des mots
- Moi j'dis ça, mais j'suis pas médecin de Edmond Rebillé et Nono, éditions Le Télégramme
- L'Agriculture bio se dessine. Dessins de Goutal et Nono, éditions Frab/Des dessins et des mots.
- Ils sont fous ces Bretons !! : trousse de survie pour découvreur des Armoriques, Erwan Vallerie et Nono, Spézet, éditions Coop Breizh, 2003.
- Kit de survie dans les banlieues bretonnes de Katell Leon, Visant Roue et Nono, éditions du Temps
- Trop fort les Bretons ! (avec Paul Burel), éditions Ouest-France, 2006
- Le Dossier FLB : plongée chez les clandestins bretons, d'Erwann Chartier et Alain Cabon, éditions Coop Breizh
- Les Bretonnismes d'Hervé Lossec et Nono, éditions Skol Vreizh, 2010
- Les Bretonnismes de retour d'Hervé Lossec et Nono, éditions Skol Vreizh, 2011
- Dessine-moi la philo : histoire illustrée de la philo par Nono, Éditions-Dialogues.fr, 2011
- Paris-Breizh : adresses bretonnes en Île-de-France, par Françoise Lemoine-Monat et Nono, Éditions Ouest-France, 2012
- Ma Doue benniget ! : Petites histoires en brezhoneg et en français, par Hervé Lossec et Nono, Éditions Ouest-France, 2012
- Ils ont des chapeaux ronds..., par Roger Faligot, André Bernicot et NONO, Éditions Coop Breizh, 2012
- Mots dits, mots tus, maudits motus !, Claude Bougeot, illustrations Nono, Éditions La Gidouille, 2014  (ISBN 979-10-92842-07-4)
- Une mer de famille, Gilles Martin-Chauffier, aquarelles de Nono, Éditions Dialogues, 2015[17]
- Je te dessine, liberté : l'année 2015 vue par Nono, préface de Plantu, Éditions Dialogues, 2015[7]
- Un dessinateur ne devrait pas dessiner ça !! : l'année 2016 vue par Nono, Éditions Dialogues, 2016[18]
- En Arrée, Marc Pennec, illustrations de Nono, Éditions Dialogues, 2017[19]
- Primaires et primates : l'année 2017 vue par Nono, Éditions Dialogues, 2017[19]
- Un trésor scientifique redécouvert : la collection d'instruments scientifiques de la faculté des sciences de Rennes (1840-1900). Dominique Bernard, dessins de Nono. Rennes en Sciences, 2018  (ISBN 978-2-490401-02-4)